# Der Wildtöter (Hörspiel, Beckert)
Der Wildtöter ist ein Hörspiel von Anke Beckert nach Motiven des ersten Lederstrumpf-Romans Der Wildtöter von James Fenimore Cooper. Veröffentlicht wurde es 1968 vom Label Fass als Langspielplatte und 1978 vom Label Starlet als Compact Cassette.

## Mitwirkende
- Regie, Produzentin und Hörspielbearbeitung: Anke Beckert

Charaktere:
- Wildtöter (oder: Nathaniel Natty Bumppo; Waldläufer) – Erik Schumann
- Chingachgook (von Delawaren aufgezogener Mohicaner) – Manfred Schott
- Tom Hutter (Einsiedler) – Joachim Teege
- Judith (Wildtöters Tochter) – Margot Philipp
- Häuptling – Bum Krüger
- Indianer – Joachim Wichmann
- Wah-ta-Wah (oder: Wahtawah; Mohicanerin, Häuptlingstochter) – Lore Eberhard
- Henry – Karl Renar
- Alte Indianerin – Marlies Schoenau
- Erzähler – Herbert Fleischmann